# František Černík (1900)
František Černík (14. června 1900 Praha – 21. července 1982 Praha) byl český a československý sportovní plavec a pólista, účastník olympijských her 1920.
Závodnímu plavání a vodnímu pólu se věnoval aktivně od roku 1916 za pražský plavecký klub AC Sparta Praha. Na podzim 1919 patřil společně s bratrem Karlem k zakladájícím členům populárního prvorepublikového plaveckého klubu APK Praha. Byl prvním náčelníkem (obdoba sportovního manažera) Československého amatérského plaveckého svazu. Jako pólista hrál převážně na pozici útočného centra.
V roce 1920 byl vybrán do československého pólového týmu, který startoval na olympijských hrách v Antverpách. V roce 1979 vypověděl, že výprava olympijský turnaj podcenila. Pólový turnaj v Avntverpách se hrál v zavodňovacím příkopu hradního opěvnění s 10 °C teplotou vody. Soupeři měli na rozdíl od ních k dispozici župany, pláště a byli namazáni vazelínou nebo tukem. Jeden nejmenovaný hráč československého týmu odmítl kvůli podmínkách do zápasů nastoupit a proto hráli oslabeni. V roce 1924 vedl reprezentační tým pólistů na olympijských hrách v Paříži jako trenér. V únoru téhož roku promoval na univerzitě a získal titul JUDr.
Po skončení sportovní kariéry se věnoval trenérské a funcionářské práci.